# ژان-پل بلموندو
ژان-پل بلموندو (فرانسوی: Jean-Paul Belmondo‎؛ زاده ۹ آوریل ۱۹۳۳ – درگذشته ۶ سپتامبر ۲۰۲۱) بازیگر فرانسوی بود. او نامش با سینمای موج نوی فرانسه همراه بود و بین سال‌های ۱۹۵۸ تا ۲۰۰۸ به عنوان بازیگر نقش اول فیلم‌های گوناگون فرانسوی حضور داشت. از فیلم‌های پرآوازه او می‌توان به ازنفس‌افتاده، آن مرد از ریو، ترس بر فراز شهر، تنها، آلپاگور، دستبرد، حرفه‌ای، تک‌تاز، کلاه، دزد پاریسی و مغز نام برد.

## زندگی
ژان-پل بلموندو در ۹ آوریل ۱۹۳۳ در نویی-سور-سن فرانسه زاده شد. او وقت زیادی از زندگی خود را صرف درس خواندن نکرد ولی بسیار به فوتبال و بوکس علاقه‌مند بود. دماغ شکسته و خاص او حاصل همین علاقه بود.
پل بلموندو، مجسمه‌ساز فرانسوی، پدر ژان-پل بلموندو بود که در بخش فرانسوی الجزایر در یک خانواده فقیر و اصیل ایتالیایی به دنیا آمده بود. والدین بلموندوی پدر اصالتی سیسیلی و پیمونتی داشتند.
مادر ژان، سارا رینو-ریچارد یک هنرمند نقاش بود.
بلموندو مدت کوتاهی در رشته بوکس آماتوری فعالیت داشت و نخستین مسابقه بوکس آماتوری خود را در ۱۰ می ۱۹۴۹ در پاریس انجام داد. سال‌ها بعد در مصاحبه‌ای در نیویورک تایمز بلموندو اعلام کرد «وقتی در آینه دیدم چهره ام تغییر کرد (بر اثر ضربات بوکس)، از این کار دست کشیدم.
اواخر دوران نوجوانی را در یک مدرسه نمایشی خصوصی گذراند و شروع به اجرای کمدی اسکچ کرد. او زیر نظر ریموند ژیرو تحصیل کرد و در ۲۰ سالگی وارد هنرکده ملی هنرهای دراماتیک شد.

## دوران بازیگری

#### دههٔ ۱۹۵۰
حرفه بازیگری برای بلموندو در سال ۱۹۵۳ با اجرای دو نمایش مِده‌آ اثر ژان آنوئی و زموئه اثر ژرژ نوو در Théâtre de l'Atelier آغاز شد.
بلموندو برای نخستین‌بار در فیلم کوتاه مولیر (۱۹۵۶) ظاهر شد. پس از آن در سال ۱۹۵۷ در یک صحنه از فیلم On Foot, in Horse, and on Wheels بازی کرد که در نسخه نهایی فیلم آن صحنه از فیلم حذف شده بود.
درسال ۱۹۵۸ در فیلم کمدی «یک سگ، یک موش و یک ماهواره» حاضر شد. پس از آن در فیلم کمدی - جنایی زیبا باش اما خفه شو (۱۹۵۸) نقش کوتاهی داشت. پس از آن نقش یک گانگستر را در فیلم متقلبین (گناهکاران جوان) (۱۹۵۸) به کارگردانی مارسل کارنه بازی کرد. در همین سال در کمدی-درام یکشنبه خنده‌دار به کارگردانی مارک آلگره نقش آفرینی کرد. پس از آن در فیلم کوتاه شارلوت و دوست‌پسرش (۱۹۵۸) ساخته ژآن-لوک گدار نقش ژول را بازی کرد.
نخستین نقش اصلی بلموندو در فیلم دوستان یکشنبه (۱۹۵۸) به کارگردانی آیزنر بود. او در فیلم فرشته خانم (۱۹۵۹) نقش مکمل را ایفا کرد و پس از آن در فیلم مأموریت مضاعف (۱۹۵۹) در نقش لازلو کواچ ظاهر شد.
بلموندو در فیلم تلویزیون سه تفنگدار (۱۹۵۹) نیز نقش دارتانیان را بازی کرد.

#### دههٔ ۱۹۶۰

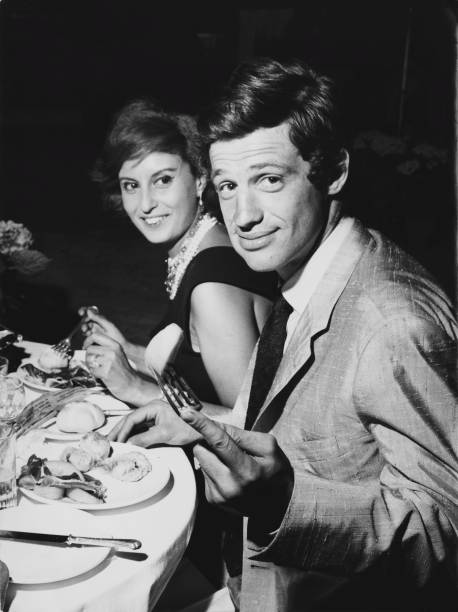
در طول فیلمبرداری نامه‌های یک تازه‌کار، ۱۹۶۰

بلموندو دهه ۶۰ میلادی را با بازی در فیلم همه خطرات را در نظر بگیرید (۱۹۶۰) به کارگردانی کلود سوته آغاز کرد.
فیلم از نفس افتاده سال ۱۹۶۰ اسم ژان پل بلموندو را برای همیشه با جریان موج نوی فرانسه پیوند داد و او را به قهرمان فیلم‌های ژان لوک گدار تبدیل کرد. «بلموندو» در این فیلم نقش گانگستری حیله‌گر را به نام «میشل پوکارد» بازی می‌کرد که از روی شخصیت همفری بوگارت مدل برداری شده بود. فیلم از «نفس افتاده» موفقیت بزرگی در داخل و خارج فرانسه بود و باعث شد بلموندو چهره موج نوی سینمای فرانسه در سطح بین‌المللی شود.
در همین سال در فیلم حواس‌پرتی (۱۹۶۰) به عنوان بازیگر حضور داشت و پس از آن در یک درام ایتالیایی به نام نامه‌های یک تازه‌کار (۱۹۶۰) در کنار پاسکال پتی نقش آفرینی کرد. در فیلم عشق و زن فرانسوی (۱۹۶۰) که یک فیلم آنتولوژی به حساب می‌آید نقش یک ژیگول را بازی کرد.
در سال ۱۹۶۱ به همراه ژن مورو و پیتر بروک فیلم مُدِراتو کانتابیله (هفت روز… هفت شب) را ساخت که خود او بعداً آن را یک فیلم «خسته کننده» نامید.
پس از آن او در دو فیلم ایتالیایی به عنوان بازیگر حضور داشت: فیلم دو زن (۱۹۶۰) به کارگردانی ویتوریو دسیکا و با بازی سوفیا لورن و عاشقان (۱۹۶۱) به کارگردانی مائورو بولونینی.
او در این سال یک همکاری دوباره با گدار در فیلم زن زن است (۱۹۶۱) داشت و در فیلم کمدی عشق‌های مشهور (۱۹۶۱) و درکنار آلن دلون و برژیت باردو بازی کرد.
بلموندو در فیلم فلسفی ژان-پیر ملویل با نام لئون مورن، کشیش در نقش کشیش بازی کرد. ملویل سال ۱۹۶۱ برای این فیلم که یکی از مهم‌ترین فیلم‌هایش تا آن هنگام است برای نخستین‌بار به سراغ ژان-پل بلموندو رفت. این فیلم بر مبنای رمانی نوشته بئاتریکس بک ساخته شده و داستان آن دربارهٔ یک کشیش است که درگیر رابطه‌ای عاطفی با یک زن کمونیست می‌شود.
در سال ۱۹۶۱ نیویورک تایمز او را تاثیرگذارترین بازیگر جوان فرانسوی از زمان ظهور ژرار فیلیپ فقید نامید.
در سال ۱۹۶۲ بلموندو در فیلم جنایی مردی به نام روکا نقش یک گانگستر بازنشسته را بازی کرد. پس از آن در فیلم کارتوش بازی کرد که این فیلم موفقیت بزرگی در گیشه فرانسه داشت و پس از آن در فیلم محبوب میمونی در زمستان (۱۹۶۲) نقش یک الکی را بازی کرد.
در فیلم کلاه در سال ۱۹۶۲ اثر بعدی ملویل هم ظاهر شد که یک فیلم گانگستری نوآر بود که در آن شخصیت‌های تنها در نهایت با مرگ دیدار می‌کنند.
او دوباره سال ۱۹۶۵ در فیلم دیگری از ژان-لوک گدار به نام پیروی دیوانه بازی کرد. این فیلم داستان فردیناند با بازی بلموندوست که از زندگی و ازدواجش ناراضی است و اخراج او از یک شرکت پخش برنامه‌های تلویزیونی هم مزید بر علت می‌شود تا زن و بچه را رها کند. از آنجا که گدار در این فیلم از داشتن یک فیلمنامه از پیش آماده‌شده سر باز زده و همه فراز و فرود فیلم را در لحظه فیلمبرداری با همکاری هنرپیشه‌ها پیش برده، نقش بلموندو در این فیلم بسیار پررنگ و تعیین‌کننده است. در فیلم آن مرد از ریو سال ۱۹۶۵ او در نقش جنایی فرورفت که جریان اصلی فیلمسازی آن دوره را تشکیل می‌داد و با بازی در نقش‌های کمدی و اکشن وجهه دیگری به آن‌ها بخشید. بلموندو خیلی زود و در سال ۱۹۶۳ به عنوان رئیس اتحادیه بازیگران فرانسه انتخاب شد که نشان دهنده موفقیت او در آن دوران کوتاه است.

## همکاری با کارگردانان
بلموندو که در برابر دوربین کارگردان‌های بزرگ دیگری مانند کلود للوش و ویتوریو دسیکا هم بازی کرده‌است سال ۱۹۷۴ در فیلم کلیدی آلن رنه با نام استویسکی ظاهر شد که برخی از آن به عنوان فیلمی ضعیف از بلموندو انتقاد کردند. تا اواسط دهه ۸۰ در حالی که او یکی از مهم‌ترین چهره‌های سینمایی فرانسه بود و هر فیلم او موجی عظیمی از مردم را به سینماها می‌کشاند. شخصیت اصلی‌ای که او در فیلم‌ها نشان می‌دهد فردی ماجراجو و قهرمانی بدبین بود.
با بالا رفتن سن، بلموندو بر کارهای صحنه‌ای و تئاتر متمرکز شد و در آنجا هم به تولید آثار موفقیت‌آمیز ادامه داد؛ هر چند فعالیت او در دهه ۹۰ کاهش یافت و تنها در ۶ فیلم ظاهر شد اما بازی در تئاتر را با سماجت ادامه داد تا این که سال ۱۹۹۹ وقتی در تئاتری از برتولت برشت با عنوان فردریک و بلوار جنایت به کارگردانی اریک امانوئل اشمیت بازی می‌کرد به علت خستگی مفرط از پای درآمد. با این حال او سال ۲۰۰۰ در ۲ فیلم بازیگران و آمازون ظاهر شد اما یک سکته مغزی که سال ۲۰۰۱ او را درگیر خود کرد باعث شد بلموندو ۶ سال از صحنه بازی و سینما دور بماند.

## مرگ
بلموندو در ۶ سپتامبر ۲۰۲۱ در خانه خود در پاریس، در سن ۸۸ سالگی درگذشت. وی از زمانی که دو دهه قبل دچار سکته مغزی شده بود، از نظر سلامت رو به بهبودی بود. ادای احترام ملی برای او در ۹ سپتامبر برگزار شد و امانوئل مکرون رئیس‌جمهور فرانسه بلموندو را «قهرمان ملی» خواند. جنازه او در گورستان پر-لاشز سوزانده شد و خاکستر او در کنار پدرش، پل بلموندو، در گورستان مون‌پارناس دفن شده‌است.آلن دلون به درگذشت وی واکنش نشان داد و گفت: «ویران شدم، او دوستی بود که از دست دادم و همکاری بود که بیش از شش دهه یکدیگر را می‌شناختیم.

## فیلم‌شناسی
- زیبا باش اما خفه شو (۱۹۵۸)
- متقلبین (۱۹۵۸)
- یکشنبه خنده‌دار (۱۹۵۸)
- دوستان یکشنبه (۱۹۵۸)

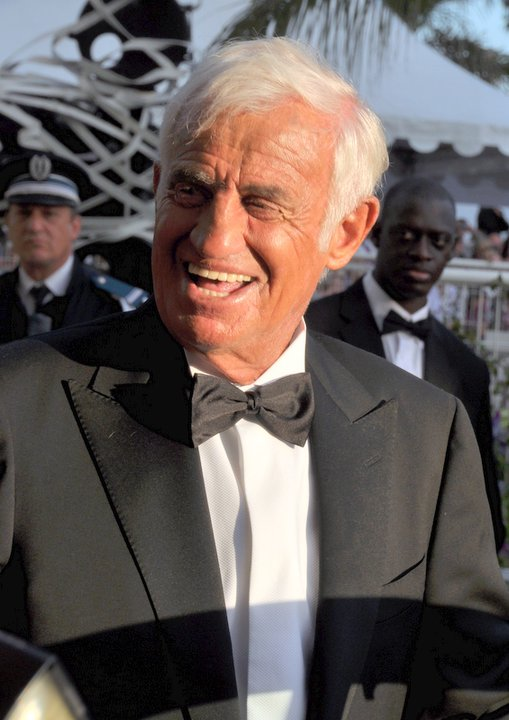
بلموندو در جشنواره فیلم کن ۲۰۱۱

- شارلوت و دوست‌پسرش (۱۹۵۸ - فیلم کوتاه)
- سه تفنگدار (۱۹۵۹)
- فرشته خانم (۱۹۵۹)
- مأموریت مضاعف (۱۹۵۹)
- ازنفس‌افتاده (۱۹۶۰)
- همه خطرات را در نظر بگیرید (۱۹۶۰)
- مدراتو کانتابیله (۱۹۶۰)
- حواس‌پرتی (۱۹۶۰)
- عشق و زن فرانسوی (۱۹۶۰)
- نامه‌های یک تازه‌کار (۱۹۶۰)
- دو زن (۱۹۶۰)
- راه بدکاران (۱۹۶۱)
- لئون مورن، کشیش (۱۹۶۱)
- زن زن است (۱۹۶۱)
- عشق‌های مشهور (۱۹۶۱)
- مردی بنام روکا (۱۹۶۱)
- کلاه (۱۹۶۲)
- کارتوش (۱۹۶۲)
- میمونی در زمستان (۱۹۶۲)
- دریای دیوانه (۱۹۶۳)
- ارشد خانواده فرشو (۱۹۶۳)
- کوتاه‌ترین روز (۱۹۶۳)
- آن مرد از ریو (۱۹۶۴)
- صدهزار دلار در آفتاب (۱۹۶۴)
- فرار آزاد (۱۹۶۴)
- آخر هفته در دانکرک (۱۹۶۴)
- شکار مرد (۱۹۶۴)
- جنایت در یک صبح تابستانی (۱۹۶۵)
- پی‌یرو خله (۱۹۶۵)
- دردسرهای یک چینی در چین (۱۹۶۵)
- یک ماجراجو در تاهیتی (۱۹۶۶)
- آیا پاریس در حال سوختن است؟ (۱۹۶۶)
- کازینو رویال (۱۹۶۷)
- دزد پاریسی (۱۹۶۷)
- آقای هو (۱۹۶۸)
- مغز (فیلم ۱۹۶۹)
- پری دریایی می‌سی‌سی‌پی (۱۹۶۹)
- مردی که دوستش دارم (۱۹۷۰)
- بورسالینو (۱۹۷۰)
- ازدواج کرده‌های سال دو (۱۹۷۱)
- سارقان (۱۹۷۱)
- دکتر پوپول (۱۹۷۲)
- دسته‌ای از مارسی (۱۹۷۲)
- باشکوه (۱۹۷۳)
- وارث (۱۹۷۳)
- استاویسکی (۱۹۷۴)
- اصلاح ناپذیر (۱۹۷۵)
- ترس بر فراز شهر (۱۹۷۵)
- آلپاگور (۱۹۷۶)
- جنازه دشمن من (۱۹۷۶)
- حیوان (۱۹۷۷)
- ولگرد وحشی (۱۹۷۹)
- شاهزاده کلاهبردار (۱۹۸۰)
- حرفه‌ای (۱۹۸۱)
- سوپر آس (۱۹۸۲)
- تک‌تاز (۱۹۸۳)
- کرکس‌ها (۱۹۸۴)
- عید پاک مبارک (۱۹۸۴)
- دستبرد (۱۹۸۵)
- طغیان‌گر (۱۹۸۷)
- سفرنامه‌ای از یک بچه لوس (۱۹۸۸)
- غریبه‌ای در خانه (۱۹۹۲)
- بینوایان (۱۹۹۵)
- صد و یک شب (۱۹۹۵)
- دزیره (۱۹۹۶)
- نیمه شانس (۱۹۹۸)
- آمازون (۲۰۰۰)
- بازیگران (۲۰۰۰)
- فرشو (۲۰۰۱)
- مرد و سگش (۲۰۰۸)